# Günter Schulz

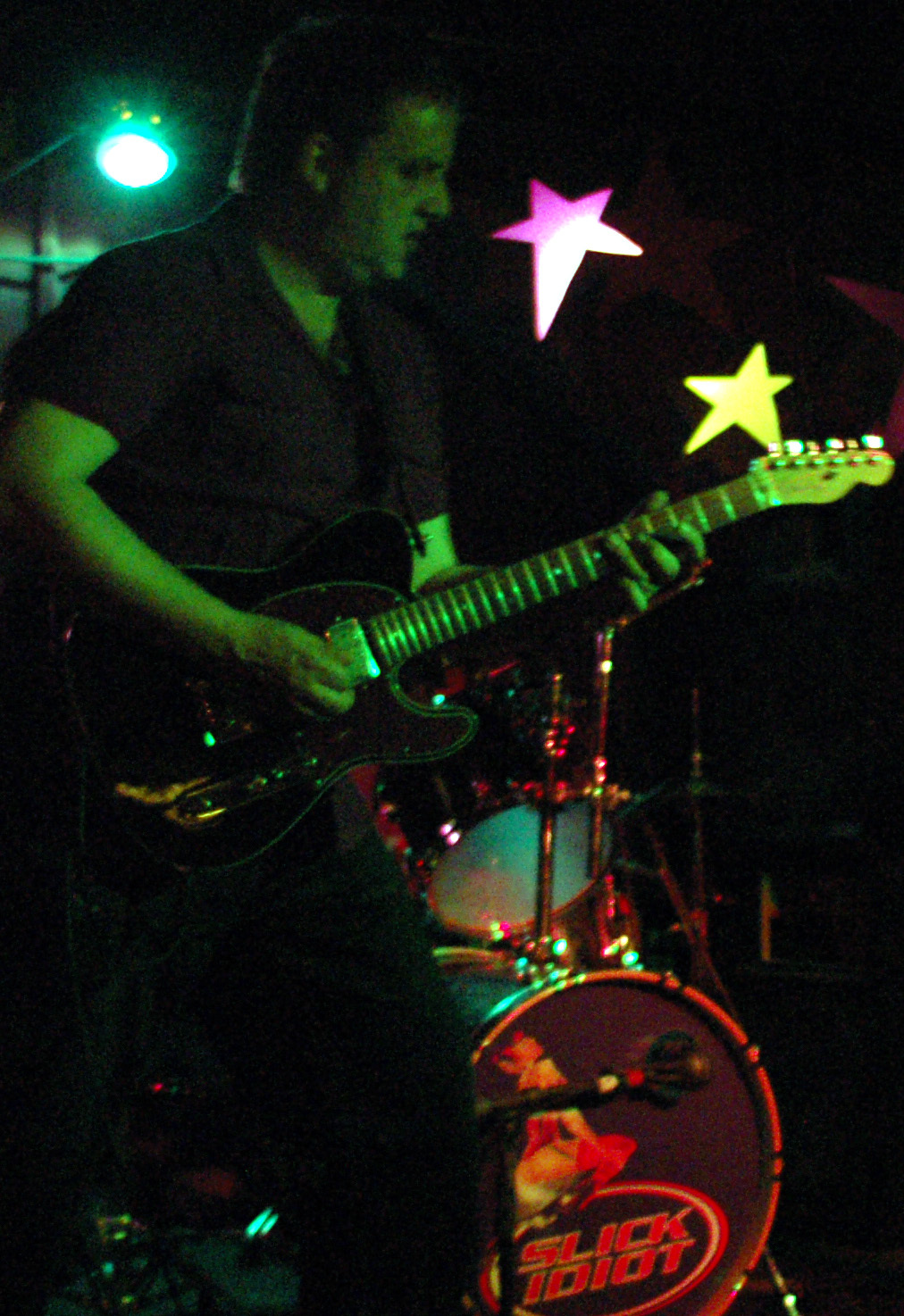

Günter Schulz är en tyskfödd musiker, tidigare medlem i KMFDM. Under hans tidigaste framträdanden använde han namnet Svetlana Ambrosius, eller Svet Am förkortat, men på KMFDM albumet Naïve 1995 använde han sitt riktiga namn och har använt det sedan dess. 1999 lämnade Schulz och låtskrivarpartnern En Esch bandet KMFDM på grund av en del spänningar mellan dem och bandledaren Sascha Konietzko. Efter att ha spelat in några låtar till ett gäng hyllningsskivor bildade duon Slick Idiot. Under den formationen har de släppt två album och ett remixat. Schulz var också djupt involverad i Esch's soloalbum Cheesey som släpptes 1993. Förutom att skapa musik är han en noterbar fotograf med alster i många tidningar.